# Vol AB Aviation 1103
Le vol 1103 AB Aviation était un vol assuré par un Cessna 208D Grand Caravan de l'aéroport international Prince Saïd Ibrahim à l'aérodrome de Mohéli. L'avion a décollé de l'aéroport de Moroni à 11h50 et a disparu à environ 2,5 km de l'aéroport de Mohéli dans la mer.

## Avion
L'avion impliqué dans l'incident était un Cessna 208D Grand Caravan (immatriculation 5H-MZA) et son premier vol a eu lieu en 2016. L'avion était équipé d'un turbopropulseur Pratt & Whitney Canada PT6A-140.
Appartenant à la compagnie tanzanienne Fly Zanzibar, il avait été affrété une semaine auparavant par AB Aviation.

## Équipage et passagers
L’avion comptait 14 personnes à son bord : 12 passagers, et 2 membres d'équipage, tous tués dans l'accident.